# Theaterlexikon der Schweiz
Theaterlexikon der Schweiz (TLS) / Dictionnaire du théâtre en Suisse (DTS) / Dizionario Teatrale Svizzero (DTS) / Lexicon da teater svizzer (LTS) je enciklopedija o gledališču v Švici, ki je v treh zvezkih prvotno izšla leta 2005. Od leta 1997 do 2005 jo je razvijal Inštitut za gledališke študije Univerze v Bernu.
Vsebuje 3600 vpisov, od tega 3000 biografij in člankov o prizoriščih, skupinah, organizacijah, dogodkih in splošnih temah.
Članki so na voljo v štirih uradnih jezikih Švice: nemščina (70%), francoščina (20%), italijanščina (6%) ali retoromanščina (2%). Članki v retoromanskem jeziku so prevedeni tudi v nemščino.
Besedilo (brez ilustracij) je bilo na spletu objavljeno leta 2012.